# Departamento Santa Rosa (Mendoza)
Das Departamento Santa Rosa liegt im Zentrum der Provinz Mendoza im Westen Argentiniens und ist eine von 18 Verwaltungseinheiten der Provinz.
Es grenzt im Norden an die Departamentos Lavalle und San Martín, im Osten an das Departamento La Paz, im Süden an das Departamento San Rafael und im Westen an die Departamentos San Carlos, Rivadavia und Junín. 
Die Hauptstadt des Santa Rosa ist das gleichnamige Santa Rosa. Sie liegt 975 km von Buenos Aires entfernt.

## Distrikte
Das Departamento Santa Rosa ist in folgende Distrikte aufgeteilt:
- La Dormida
- Las Catitas
- Santa Rosa